# Hot Rod: American Street Drag
Hot Rod: American Street Drag es un videojuego de carreras de drag desarrollado por Canopy Games y publicado por ValuSoft para Microsoft Windows, basado en la revista Hot Rod.

## Jugabilidad
El jugador comienza el juego con $5,000 para comprar un auto y construirlo. Luego, el jugador corre el auto para ganar dinero y partes para expandir y actualizar el auto.
El juego también presenta 20 autos seleccionados por los editores de Hot Rod y 4 campos de carreras.
American Street Drag. En este juego puedes comprar, mejorar y competir con veinte autos diferentes. Los editores de la revista Hot Rod seleccionaron a mano los estilos del automóvil. Una vez que haya comprado un automóvil, puede competir en la calle o en la pista de arrastre por dinero, piezas y reputación. A medida que su reputación aumenta, se abrirán nuevas oportunidades de carreras. Necesitarás administrar tu tiempo y tu dinero, ambos son muy importantes para tu carrera como piloto. Una vez que su automóvil ha alcanzado su cima, puede competir en el Hot Rod: American Drag Race Tour para tener la oportunidad de ganar mucho dinero y hacer que su automóvil aparezca en una portada virtual de la revista Hot Rod. En cualquier momento, puede decidir vender su automóvil y comenzar de nuevo o poner un segundo automóvil en su garaje y construirlo a partir de las ganancias de su automóvil más rápido. Las decisiones son tuyas. Tu carrera deportiva está en tus manos.